# Era Entecada
Era Entecada és una muntanya de 2.269 metres que es troba al municipi d'Es Bòrdes, a la comarca de la Vall d'Aran.
Al cim podem trobar-hi un vèrtex geodèsic (referència 254062001).
Aquest cim està inclòs al llistat dels 100 cims de la FEEC amb el nom de Tuc d'Era Entecada.